# I-Zellkrankheit
Die I-Zellkrankheit, auch als Mukolipidose II bezeichnet, ist eine sehr seltene autosomal rezessiv vererbte lysosomale Speicherkrankheit.

## Entdeckung

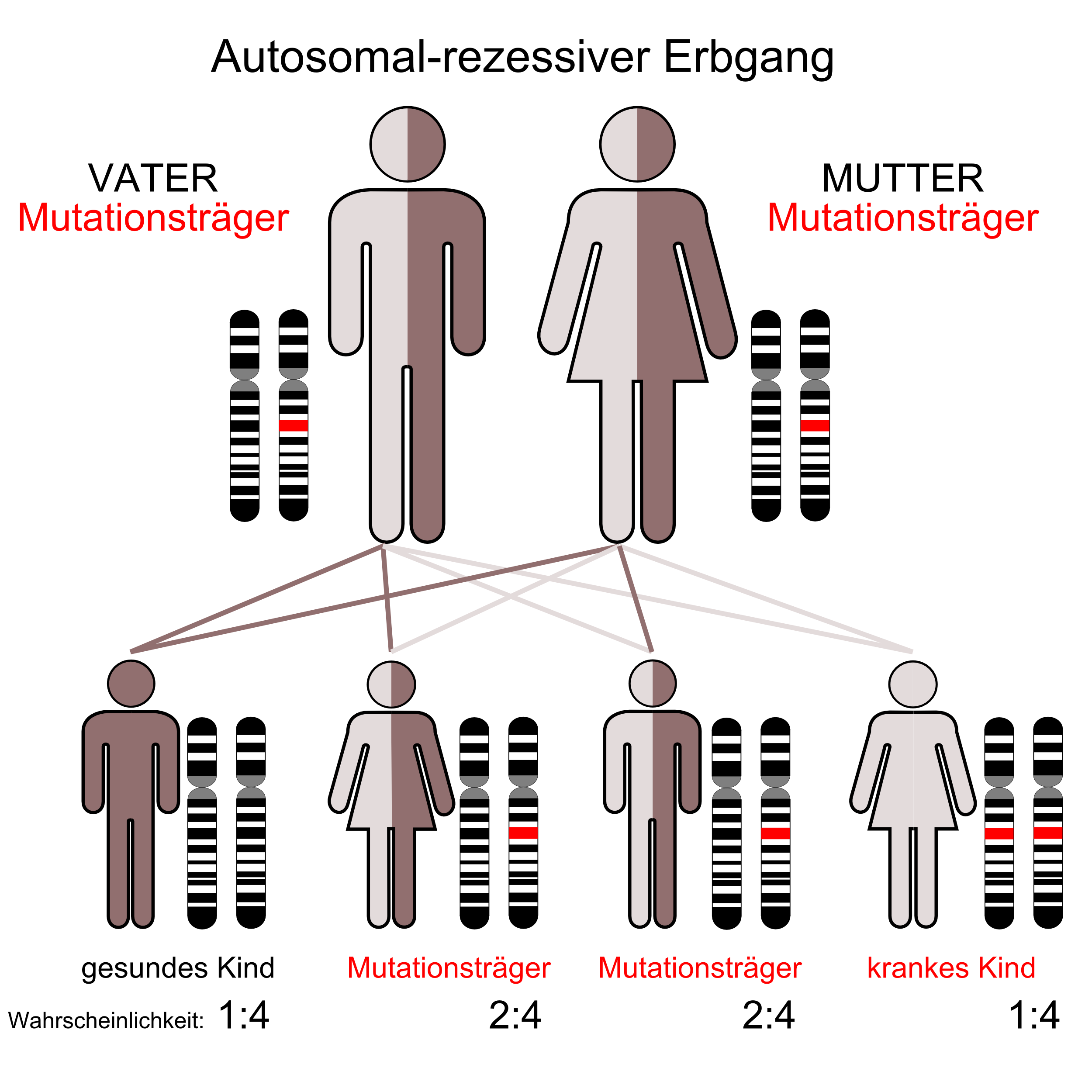
Autosomal-rezessiver Erbgang

Leroy und DeMars beschrieben 1967 erstmals die I-Zellkrankheit, die der Mukopolysaccharidose Typ I (Morbus Hurler) ähnelt. Die Patienten zeigten jedoch keine Mukopolysaccharid-Ausscheidung. Dafür konnten die beiden Forscher in den Fibroblasten der Haut Einschlusskörperchen (engl.: inclusion-cells) nachweisen. Die Einschlüsse gaben der Krankheit ihren englischen Namen I-Cell-Disease.
Die Krankheit tritt ausgesprochen selten auf. Die Inzidenz der beiden Mukolipidosen II und III beträgt zusammen ca. 0,3 : 100.000.

## Ursache
Die Ursache der Krankheit ist eine mangelnde Aktivität des Enzyms N-Acetylglucosaminyl-1-Phosphotransferase (EC 2.7.8.17), die bewirkt, dass ein großer Teil lysosomaler Enzyme nicht in das Innere der Lysosomen gelangen kann. Die Zielsteuerung lysosomaler Enzyme ist durch einen Defekt der Phosphotransferase, die normalerweise die Synthese eines spezifischen Sortierungssignals ermöglicht, gestört. Die Markierung mit Mannose-6-phosphat kann nicht stattfinden und die lysosomalen Enzyme können nicht mehr sortiert werden. Sie gelangen unkontrolliert über die Plasmamembran in die extrazelluläre Matrix.

## Symptome
Die Symptome der Krankheit sind meist schon bei der Geburt, spätestens wenige Monate nach der Geburt, sichtbar. Die Symptome gleichen denen des Hurler-Syndroms (Mukopolysaccharidose I), sind aber in der Regel früher zu beobachten. Zudem zeigen die Patienten keine Mukopolysaccharid-Ausscheidungen. Die Symptome zeigen von Familie zu Familie und auch innerhalb einer Familie, eine große Vielfalt an Varianten.
Nach Kornfeld und Sly sind folgende klinischen Merkmale möglich:
1. Skelett 

Kyphoskoliose, Hüftluxation, Klumpfüße, Gelenkkontrakturen, Wirbeldeformitäten, Minderwuchs, Dysostosis multiplex
2. Innere Organe

Hepatosplenomegalie, Kardiomegalie, Herzvitien
3. Gesicht und Kopf

Vergröberte Gesichtszüge, Exophthalmus, hyperplastisches Zahnfleisch, Skaphozephalie, offen gehaltener Mund, tief eingesunkene Nasenwurzel
4. Augen

Hornhauttrübungen, geschwollene Augenlider
5. Haut

Dicke derbe Haut
6. ZNS

Schwere psychomotorische und geistige Retardierung

## Diagnose
Durch eine biochemische Bestimmung der Aktivität der lysosomalen Enzyme im Serum kann die Diagnose gestellt werden. Das Verhältnis von intra- und extrazellulärer Aktivität der lysosomalen Enzyme und die Aktivität der Phosphotransferase in kultivierten Fibroblasten, sind weitere mögliche Laborparameter.
Die Einschlüsse in den Fibroblasten sind Anreicherungen von Mukopolysacchariden, Lipiden und Oligosacchariden.

## Genetik
Das Enzym N-Acetyl-Glucosamin-1-Phosphotransferase besteht aus drei Untereinheiten (alpha, beta und gamma), die von zwei verschiedenen Genen kodiert werden. Ein Gen kodiert dabei die α- und β-, das andere Gen die γ-Untereinheit. Bei der autosomal rezessiv vererbten I-Zellkrankheit ist das GNPTA-Gen (GNPTAB) für die α- und β-Untereinheit auf Chromosom 12 Genlocus q23.3 mutiert. Das Gen für die γ-Untereinheit (GNPTG) ist dagegen auf Chromosom 16 Genlocus p13.3 und von der Mutation nicht betroffen.

## Therapie
Eine Heilung ist bisher ausgeschlossen. Die Behandlung erfolgt rein symptomatisch.

## Prognose
Die Prognose ist ausgesprochen ungünstig. Die Betroffenen überleben meist nicht die erste Lebensdekade. Todesursache sind meist  rezidivierende Pneumonien.